# 서울까지
"서울까지"는 2006년에 제작한 대한민국의 단편영화이다.

## 캐스팅
- 김명제 : 소년 역
- 지윤정 : 소녀 역